# テレサ野田
テレサ 野田（テレサ のだ、本名：西園寺 環（さいおんじ たまき）、1957年1月4日 - ）は、日本の女優、歌手。沖縄県那覇市出身。セクト・K所属。

## 人物
サンタマリア・アメリカンスクール卒業。特技は英会話。
「テレサ」は本人のクリスチャン・ネームである。旧芸名に野田 たまき、テレサ・野田、テレサ 乃木、西園寺 たまき、テリー たまきがある。

## 来歴
4歳の時に米国統治下の沖縄から上京、横浜のサンタマリア・スクール在学中に劇団いろはに入団した。
1971年、藤田敏八監督の日活青春映画『八月の濡れた砂』で「テレサ・野田」の芸名でデビュー。14歳らしい初々しさに加え、その大胆な演技に注目を集めるデビューとなる。特に、不良に輪姦されたあと、全裸で身体を海水で洗い流す登場シーンは話題になった。
1970年代に映画出演を重ね、いずれも都会的で不良っぽい女性を演じた。テレビドラマにおいては、スポ根もの、特撮もの、刑事もの、時代劇など幅広く出演している。またスリムでスタイルが良く、水着やヌードで多くの男性誌のグラビアを飾った。
1979年8月から翌1980年5月までの間は、日本テレビの人気深夜番組『11PM』で、大阪・よみうりテレビから藤本義一が司会をする火・木曜日の9代目アシスタントも務めた。
一方で、歌手としても1977年に、フォーライフ・レコードから『ソファーのくぼみ』でデビューを果たしている。
1980年に、「西園寺たまき」の名でロック・シンガーに転向。自らがボーカルを務めるバンド「西園寺たまき & HIP」を結成する。1982年に「テリーたまき」と改名し、1983年には『愛あなたがすべて』で第12回東京音楽祭国内大会の歌唱賞を受賞している。バンド解散等不明な点が多いが、再び「テレサ野田」の名前で女優として活動していることから、結果的に歌手活動時と女優業で名前を使い分けた形となった。
ロック・バンド結成に際し、「10年間使ってきた“テレサ野田”の名から本名にもどって、今、生まれかわったような気持ちです。1年間レッスンを積んできたヴォーカリスト西園寺たまきの歌を聴いて下さい」とコメントを発表している。本名に関しては、プロフィールに「野田環」としている出版物やサイトも見受けられる。
2015年3月時点でaRmaの不明権利者一覧に掲載されており、その消息がつかめていない。

## エピソード
1970年の日活映画『女子学園 悪い遊び』のポスターに「野田たまき」という名前が印刷されているが、当映画のエンドロールにはその名前を発見することができず、ファンのあいだでも謎となっている。出演していれば実質的にこれがデビュー作となる。

## 出演

### 映画
- 八月の濡れた砂 （1971年、日活） - 三原早苗
- 麻薬売春Gメン 恐怖の肉地獄 （1972年、東映） - 王垣美津子
- 夕映えに明日は消えた （1973年、東宝） - 小夜 ※未公開
- 非情学園 ワル （1973年、東映） - 白石春美
- 青春讃歌 暴力学園大革命 （1975年、東映） - 泉由加
- 裸足のブルージン （1975年、ホリ企画） - その女
- 金閣寺 （1976年、映像京都＝ATG） - まり子
- 恋人岬 （1977年、松竹） - 舞原ルナ
- 関白宣言 （1979年、東宝） - 相沢あけみ

### テレビドラマ
- 金メダルへのターン! （1971年、フジテレビ・東宝）
- コートにかける青春 （1971年、フジテレビ・東宝） - 堀川絵美
- 刑事くん 第1部 （1971年、TBS・東映）第3話「初恋・戦場ヶ原」
- 火曜日の女シリーズ　あの子が死んだ朝 （1972年、日本テレビ）第1話・第4話
- 少年ドラマシリーズ （NHK総合）
  - タイム・トラベラー （1972年） - 柳沢由美
  - 暁はただ銀色 （1973年）- リカ[2]
  - 未来からの挑戦 （1977年）- 田中レイ子
- シルバー仮面ジャイアント （1972年、TBS・宣弘社）第21話「シルバー アローがえし」 - テレサ
- ミラーマン （1972年、フジテレビ・円谷プロ） 第32話「今救え! 死の海」 - 岩野玲子
- アイアンキング （1972年、TBS・日本現代企画）第11話「東京は燃えている」 - アッサム国王女・カトリーヌ
- 熱血猿飛佐助 （1972年、TBS・東映）第22話「明日に咲く花」 - たえ
- 世なおし奉行 第13話「海鳴り」（1972年、NET・東映） - 奈美
- 眠狂四郎（1973年、関西テレビ・東映）第19話「魔性の女に男が哭く」
- 非情のライセンス （1973年、NET・東映）- 竜巻太郎（左とん平）の妹・順子
- 風の中のあいつ （1973年、TBS、東京映画）
- 青い山脈 （1974年、フジテレビ） ※テレサ乃木名義
- 6羽のかもめ （1974年、フジテレビ） 第24話
- 松本清張シリーズ・愛の断層（1975年、NHK総合） - 銀行員
- オズの魔法使い （1975年、日本テレビ・テレビマンユニオン）第23話「初恋ドキドキ! かかしさん」
- ザ★ゴリラ7 （1975年、NET・東映） 第11話「大泥棒弟子入り志願」 ※テレサ乃木名義
- けんか安兵衛 （1975年、関西テレビ）第14話
- 燃える捜査網 （1976年、NET・東映） 第14話「恐怖のハネムーン」 ※最終回
- 必殺シリーズ（朝日放送・松竹）
  - 必殺仕業人 第3話「あんたあの娘をどう思う」（1976年） - お市
  - 新・必殺仕置人 （1977年） 第36話「自害無用」- お糸
  - 必殺仕舞人 （1981年） 第10話「身を投げ生きる安里屋ユンタ　-琉球-」 - クバ
- すし屋のケンちゃん 第32話「小さな恋人たち」（1971年10月14日放送、TBS・国際放映）- レイコお嬢様
- ケーキ屋ケンちゃん 第32話「遠くから来た少女」（1972年10月12日放送、TBS・国際放映）- 転校生
- フルーツケンちゃん （1976年、TBS・国際放映）- カスミ
- 超神ビビューン （1977年、NET・東映） 第31話「影が食べられる? 泣くなガキ大将」- 美沙子先生
- ドラマ人間模様 冬の桃 （1977年、NHK総合）
- 大追跡 （1978年、日本テレビ・東宝） 第14話「大逆転」 - 清水美和
- 七人の刑事 （1978年、TBS）第14話
- 風光る・亜紀子 （1979年、テレビ朝日）
- 特捜最前線 （テレビ朝日・東映）
  - 第171話「プノンペンから来た女!」（1980年）
  - 第218話「窓際警視が愛した女教師!」（1981年）- 矢島暁子
- 新五捕物帳 （1980年、日本テレビ・ユニオン映画）第111話「怪談・三味線堀」
- ザ・ハングマンV（1986年）第11話「主婦がリモコンで殺人者に仕立てられる!」（1986年、朝日放送） - 石井明子
- 女ふたり捜査官（1987年、朝日放送・テレパック）第17話「予言しすぎた星占いの女」
- あぶない刑事 （1987年、日本テレビ、セントラル・アーツ）第16話「誤算」 - 由香里
- もっとあぶない刑事（1989年、日本テレビ、セントラル・アーツ）第14話「切札」 - 美紀
- ハロー!グッバイ （1989年、日本テレビ・東宝） 第12話「マドンナは刑事が好き」
- 土曜ワイド劇場 （テレビ朝日）
  - 「喪服を着た花嫁 東京－長野－岐阜恵那峡」（1990年） - クミコ
  - 「混浴露天風呂連続殺人9 宇奈月温泉～黒部峡谷～大牧温泉」（1991年） - 吉沢光代
  - 「美人デザイナー殺し」（1993年） - 司公子
  - 「夜の街シリーズ 夜の街殺人物語」（1993年） - 田村ゆり子
- 俺たちルーキーコップ 第11話「大発奮」（1992年、TBS・セントラル・アーツ）

### ビデオ用作品
- 大予言/復活の巨神 （1992年、東映ビデオ） -  津島美也子
- 新・うれしはずかし物語3 天使のキスマーク （1992年、にっかつビデオ）

### テレビ番組
- English for You（NHK教育）

## ディスコグラフィ

### テレサ野田　名義

#### シングル
| 発売日                 | 規格                   | 規格品番               | 面                     | タイトル               | 作詞                   | 作曲                   | 編曲                   |
| フォーライフ・レコード | フォーライフ・レコード | フォーライフ・レコード | フォーライフ・レコード | フォーライフ・レコード | フォーライフ・レコード | フォーライフ・レコード | フォーライフ・レコード |
| ---------------------- | ---------------------- | ---------------------- | ---------------------- | ---------------------- | ---------------------- | ---------------------- | ---------------------- |
| 1977年12月             | EP                     | FLS-1015               | A                      | ソファーのくぼみ       | 白石ありす             | 吉田拓郎               | いしだかつのり         |
| 1977年12月             | EP                     | FLS-1015               | B                      | 陽気な綱渡り           | 白石ありす             | 吉田拓郎               | いしだかつのり         |
| 1978年5月              | EP                     | FLS-1022               | A                      | ラブ・カンバセーション | 松本隆                 | 吉田拓郎               | 馬飼野康二             |
| 1978年5月              | EP                     | FLS-1022               | B                      | フワリ・フワ・フワ     | 吉田拓郎               | 吉田拓郎               | 馬飼野康二             |
| 1979年5月              | EP                     | FLS-1046               | A                      | トロピカル・ラブ       | 安井かずみ             | 加藤和彦               | 坂本龍一               |
| 1979年5月              | EP                     | FLS-1046               | B                      | イエロー・ムーン       | 安井かずみ             | 加藤和彦               | 坂本龍一               |

### 西園寺たまき ＆ HIP　名義

#### シングル
| 発売日           | 規格             | 規格品番         | 面               | タイトル                                        | 作詞             | 作曲             | 編曲             |
| ビクター音楽産業 | ビクター音楽産業 | ビクター音楽産業 | ビクター音楽産業 | ビクター音楽産業                                | ビクター音楽産業 | ビクター音楽産業 | ビクター音楽産業 |
| ---------------- | ---------------- | ---------------- | ---------------- | ----------------------------------------------- | ---------------- | ---------------- | ---------------- |
| 1981年           | EP               | SV-7181          | A                | ポイント・ゲッター / Point Getter               | 三浦徳子         | Edison           | Edison           |
| 1981年           | EP               | SV-7181          | B                | サマータイム・イン・ブルー / Summertime In Blue | 三浦徳子         | Edison           | Edison           |

#### アルバム
| 発売日           | 規格             | 規格品番         | アルバム |
| ビクター音楽産業 | ビクター音楽産業 | ビクター音楽産業 | ビクター音楽産業 |
| ---------------- | ---------------- | ---------------- | --- |
| 1982年           | LP               | SJX-30138        | 進駐軍 / Shinchu Gun Side:A 1. Fujiyama Mama 2. A Little Fat Maria 3. Lonely Soldier Boy 4. R&R GHQ 5. Fujiyama Mama '82 Side:B 1. 東京Rose 2. Oriental Girl 3. Base Town 4. Lucky Strike 5. OKINAWA |

### テリー・たまき　名義

#### シングル
| 発売日               | 規格                 | 規格品番             | 面                   | タイトル                                    | 作詞                                        | 作曲                                        | 編曲                                        |
| ポリドール・レコード | ポリドール・レコード | ポリドール・レコード | ポリドール・レコード | ポリドール・レコード                        | ポリドール・レコード                        | ポリドール・レコード                        | ポリドール・レコード                        |
| -------------------- | -------------------- | -------------------- | -------------------- | ------------------------------------------- | ------------------------------------------- | ------------------------------------------- | ------------------------------------------- |
| 1983年               | EP                   | 7DX-2031             | A                    | 愛・・・あなたがすべて / All Because Of You | Katie Mahoney・Ralph Hammer・Leonard Kovner | Katie Mahoney・Ralph Hammer・Leonard Kovner | Katie Mahoney・Ralph Hammer・Leonard Kovner |
| 1983年               | EP                   | 7DX-2031             | B                    | ウェイク・アップ・リッキー / Wake Up Ricky  | Katie Mahoney・Ralph Hammer・Leonard Kovner | Katie Mahoney・Ralph Hammer・Leonard Kovner | Katie Mahoney・Ralph Hammer・Leonard Kovner |

#### アルバム
| 発売日               | 規格                 | 規格品番             | アルバム |
| ポリドール・レコード | ポリドール・レコード | ポリドール・レコード | ポリドール・レコード |
| -------------------- | -------------------- | -------------------- | --- |
| 1983年               | LP                   | 28MX-2057            | HOLD ME TERRY Side:A 1. Say Forever 2. No Time 3. Your Sister Told Me 4. Something To Believe In 5. I Don’t Want To Be The One Side:B 1. Radio Boy 2. Blue Sofa 3. Wake Up Ricky 4. All Because Of You 5. All Day And Night |
| 2020年10月28日       | CD-R                 | VODL-60653           | HOLD ME TERRY Side:A 1. Say Forever 2. No Time 3. Your Sister Told Me 4. Something To Believe In 5. I Don’t Want To Be The One Side:B 1. Radio Boy 2. Blue Sofa 3. Wake Up Ricky 4. All Because Of You 5. All Day And Night |